# Mã EPPO
Mã EPPO hay EPPO code, trước đây gọi là mã Bayer (Bayer code), là một định danh được mã hóa được sử dụng bởi Tổ chức Bảo vệ Thực vật châu Âu và Địa Trung Hải (European and Mediterranean Plant Protection Organization - EPPO), trong một hệ thống được thiết kế để xác định duy nhất các sinh vật – cụ thể là thực vật, sâu bệnh và mầm bệnh – vốn rất quan trọng với nông nghiệp và bảo vệ mùa vụ. Mã EPPO là thành phần cốt lõi của cơ sở dữ liệu về tên, cả khoa học lẫn bản địa.Mặc dù ban đầu được bắt đầu bởi Bayer Corporation, danh sách mã chính thức hiện được duy trì bởi EPPO.

## Cơ sở dữ liệu mã EPPO
Tất cả các mã và tên liên quan của chúng được bao gồm trong cơ sở dữ liệu (EPPO Global Database). Tổng cộng, có hơn 68.500 loài được liệt kê trong cơ sở dữ liệu EPPO, bao gồm:
- 36.000 loài thực vật (e.g. cultivated, wild plants and weeds)
- 24.000 loài động vật (e.g. insects, mites, nematodes, rodents), biocontrol agents
- 8.500 loài vi sinh vật (e.g. bacteria, fungi, viruses, viroids and virus-like)